# Ґюдмундур Арасон
Ґюдмундур Арасон (ісл. Guðmundur góði Arason, знаний теж як Ґудмюнд Добрий; 1161 — 16 березня 1237) — середньовічний ісландський римо-католицький єпископ, який був шанований в Ісландії як святий і чудотворець.
Ґюдмундур Арасон приклав багато зусиль для зміцнення влади католицької церкви в середньовічній Ісландії. Про нього оповідають декілька манускриптів, найбільше Сага священика Гюдмундура Доброго (Prestssaga Guðmundar góða).

## Життєпис
Ґюдмюндур народився незаконним сином у 1161 році в селі Ґрьота, в долині Гьорґаурдалюр в Ісландії. У 1185 році був висвячений на священника у віці 24 років. І за 10 років став одним з найвпливовіших кліриків в Ісландській співдружності, досягаючи свого вибрання на єпископа Гоуляр у 1203 році.
Деякий час він служив домашнім священиком Кольбейна Тумасона, ісландського боярина. У свої роки простим священиком, він не виявляв інтересу у зміцненні церкви як установи, і не шукав багатства та інших світських достатків. Проте, набув репутації побожної і релігійної людини та чудотворця.
Після свого призначення на єпископа, він посвятив себе продовженню роботи своїх попередників, а саме збереження силової структури церкви. Одначе, події почали набирати особливого шляху. Він був серед церковних діячів які хвалили чесноту бідності і вірили, що церква заблукала набуттям багатств. Його сучасники та пізніші покоління порівнювали його з Святим Томасом Бекетом. Ґюдмюндур був щедрим з церковними маєтками, і незабаром велика кількість збіднілих щалежників поселилась навколо Гоуляра. Його щедрість збудила спротив місцевих бояр, напруга зросла і привела до диспутів щодо юридичної влади єпархії.

## Святість
Проте його сперечання з боярами з часом пішли в забуття з народної пам'яті, а його побожність і щедрість залишились легендою. За живої пам'яті, його вважали святим і в 1315 році його мощі були поховані у величній церемонії. Так він став народним святим, хоча римо-католицька церква до цього дня його не канонізувала.